# Garder le sourire
Pour plus de détails, voir Fiche technique et Distribution.
Garder le sourire (Kiss and Cry) est un film canadien réalisé par Sean Cisterna sorti en 2017.

## Synopsis
Au Canada, Carley Allison, 17 ans, très douée en patinage artistique, vient de passer élite. Son entraîneur Shin Amano est très strict. Carley est romantique, a la joie de vivre, chante et diffuse sur internet les chansons qu'elle compose. Elle est très fusionnelle avec ses sœurs et ses parents. Un soir à une fête, Carley fait la connaissance de John. Il lui fait comprendre qu'il est attiré par elle, ce qui ne la laisse pas indifférente. Quelques jours plus tard, elle a des malaises, a du mal à respirer et son rythme cardiaque s'accroit dangereusement. Lors d'un rendez-vous galant avec John, celle-ci s'évanouit. Les examens révèlent qu'elle a une tumeur sur sa trachée. Carley est opérée et lutte contre sa maladie. Elle commence à déprimer, et rejette John, car elle pense qu'il devrait profiter de la vie. Elle décide donc de continuer à se battre seule.

## Fiche technique
- Titre : Garder le sourire
- Titre original : Kiss and Cry
- Réalisation : Sean Cisterna
- Scénario : Willem Wennekers
- Sociétés de production : Mythic Productions
- Musique : Casey Manierka-Quaile
- Photographie : Scott McClellan
- Montage : Michelle Szemberg
- Costumes : Kendra Terpenning
- Pays d'origine :  Canada
- Langue de tournage : anglais
- Format : couleurs
- Genres : Film biographique, Drame, Film d'amour
- Durée : 95 minutes
- Dates de sortie[1] :
  -  Canada : 10 février 2017

## Distribution
- Luke Bilyk : John Servinis
- Sergio Di Zio : Mark Allison
- Chantal Kreviazuk : May Allison
- Zoë Belkin : Rebecca
- Naomi Snieckus (en) : Sophie Wexner
- Denis Akiyama (en) : Shin Amano
- Chanel Beckenlehner (en) : La reporter de Hardball
- Sarah Fisher :  Carley Allison
- Brittany Bristow : Riley Allison
- Julia Tomasone : Samantha Allison
- Brian Paul :  Le docteur Klein
- Peter Snider : Monsieur Bowman
- Lauren Esdale : Olivia
- David Maclean : Le docteur Devries
- Okiki Kendall : L'infirmière en oncologie
- Taylor Dean : L'employé des Maple Leafs de Toronto
- Michelle Mylett : L'employée de la boutique de souvenirs
- Junior Williams : L'anesthésiste
- Alison Brooks : La professeure de biologie
- Tom Black : Monsieur Servinis
- Maria Syrgiannis : Madame Servinis

## Production

### Lieux de tournage
Le film a été tourné à Toronto.

## Musique
Sauf indication contraire ou complémentaire, les informations mentionnées dans cette section proviennent du générique de fin de l'œuvre audiovisuelle présentée ici.
- Don't go par Hannah Georgas (en) de 2016 (générique de début).
- Original Script par Derrival de 2015.
- Up We Go (en) par Sarah Fisher et par Lights de 2014.
- Paper legs par Sky Barbarick (en) de 2014.
- The Girl par City and Colour de 2009.
- Have a Dream' par Lincoln Grounds and Pat Reyford.
- We go out (all nignt).
- I loved you par Sarah Fisher et par Carley Allison.
- The wind.
- Following your lead par Connie Lim.
- Pen To Paper de Modern Space de 2016.
- If It Breaks de Wildlife (en) de 2013.
- Human par Sarah Fisher.
- Bang bang.
- Wild things par Kayla Patrick.
- Smile in your sleep par Chantal Kreviazuk de 2016.
- Grown apart par Afrakite.

## Distinctions

### Récompenses
- 2018 : Flagler Film Festival de la meilleure actrice pour Sarah Fisher.
- 2018 : Kidscreen Awards.